# Ética de Aristóteles

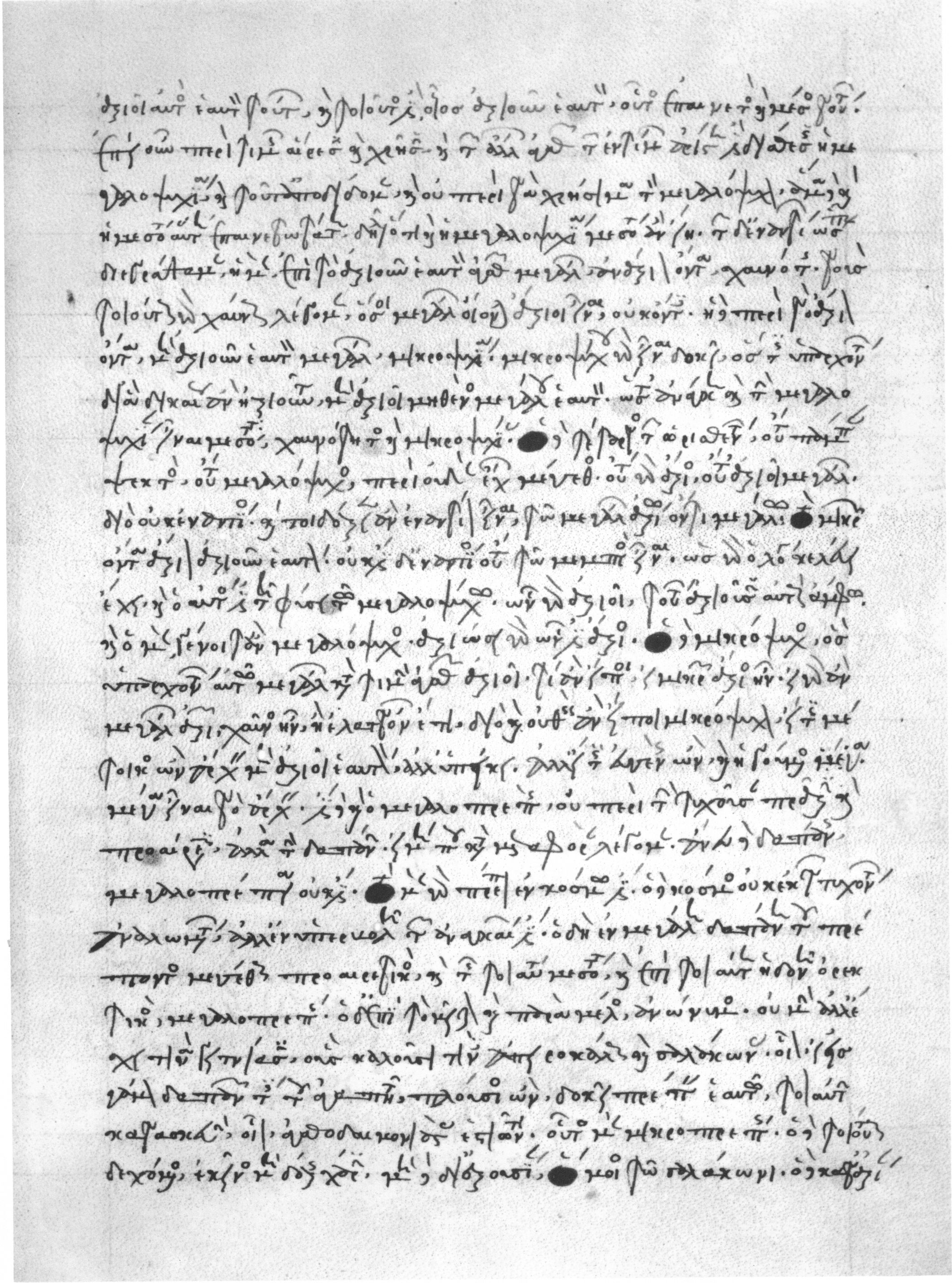
Ética eudemia.

Aristóteles utilizó por primera vez el término ética para nombrar un campo de estudio desarrollado por sus predecesores Sócrates y Platón. En filosofía, la ética es el intento de ofrecer una respuesta racional a la pregunta de cuál es la mejor forma de vivir de los seres humanos. Aristóteles consideraba la ética y la política como dos campos de estudio relacionados pero separados, ya que la ética examina el bien del individuo, mientras que la política examina el bien de la ciudad-estado, que consideraba el mejor tipo de comunidad.

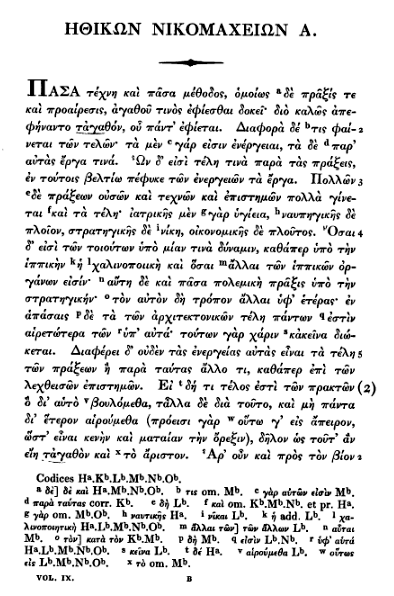
Ética nicomáquea.

Existen tres grandes obras sobre ética atribuidas a Aristóteles: la Ética nicomáquea, que consta de diez libros; la Ética eudemia, que consta de siete libros (tres de los cuales, los libros IV-VI, coinciden con otros tres libros de la Ética nicomáquea, los libros V-VII); y la Magna moralia (Gran ética), de la cual todavía se duda si fue escrita por él o por un recopilador posterior. Algunos fragmentos de la Retórica y el Protréptico también se ocupan de la ética. Los escritos de Aristóteles se han leído más o menos continuamente desde la antigüedad y sus tratados éticos en particular continúan influyendo en los filósofos que trabajan en la actualidad. 
Sostuvo lo que hoy se llama una ética de las virtudes. Aristóteles enfatizó la importancia práctica de desarrollar la excelencia (virtud) del carácter (aretē), como la forma de lograr lo que finalmente es más importante, una conducta excelente (praxis). Según Aristóteles, las virtudes más importantes son las virtudes del alma, principalmente las que se refieren a la parte racional del hombre. Como argumenta Aristóteles en el Libro II de la Ética nicomaquea, el hombre que posee la excelencia del carácter tenderá a hacer lo correcto, en el momento adecuado y de la manera correcta. Un ser humano excepcional es un ser exitoso ejemplo de humanidad. Una persona que vive una vida excepcional hasta la muerte alcanzado su fin (telos). La valentía y la correcta regulación de los apetitos corporales son ejemplos de excelencia o virtud de carácter. Así que actuar con valentía y actuar con moderación son ejemplos de actividades excelentes. Los objetivos más elevados son vivir bien, eudaimonia, una palabra griega que a menudo se traduce como bienestar, felicidad o "florecimiento humano". Como muchos especialistas en ética, Aristóteles considera que la actividad excelente es placentera para el hombre virtuoso. Por ejemplo, Aristóteles piensa que el hombre cuyos apetitos están en el orden correcto en realidad se complace en actuar con moderación.
Aristóteles enfatizó que la virtud es práctica y que el propósito de la ética es volverse bueno, no meramente conocer. Aristóteles también afirma que el curso de acción correcto depende de los detalles de una situación particular, en lugar de generarse simplemente mediante la aplicación de una ley. El tipo de sabiduría que se requiere para esto se llama "prudencia" o "sabiduría práctica" (frónesis), en oposición a la sabiduría de un filósofo teórico (sofía). Pero a pesar de la importancia de la toma de decisiones prácticas, en el análisis final, la respuesta original aristotélica y socrática a la pregunta de cómo vivir mejor, al menos para los mejores tipos de humanos, fue, si era posible, vivir la vida de la filosofía. 

## Tres tratados éticos
Hoy sobreviven tres obras éticas aristotélicas que se consideran de Aristóteles o de relativamente poco tiempo después:
- Ética nicomáquea, a menudo abreviada como EN. Es el más leído de los tratados éticos de Aristóteles.
- Ética eudemia, a menudo abreviada como EU.
- Magna moralia, a menudo abreviada como MM.

El origen exacto de estos textos no está claro, aunque ya se consideraban obras de Aristóteles en la antigüedad. Las rarezas textuales sugieren que es posible que el propio Aristóteles no las haya puesto en su forma actual. Por ejemplo, los Libros IV-VI de Ética eudemia también aparecen como Libros V-VII de Ética nicomaquea. Se ha puesto en duda la autenticidad de la Magna Moralia,  mientras que casi ningún erudito moderno duda de que Aristóteles escribió la Ética nicomaquea y la Ética eudemia él mismo, incluso si un editor también jugó algún papel en darnos esos textos en sus formas actuales.
La Ética nicomaquea ha recibido la mayor atención académica y es la más fácilmente disponible para los lectores modernos en muchas traducciones y ediciones diferentes. Algunos críticos consideran que la Ética eudemia es "menos madura", mientras que otros, como Kenny (1978), sostienen que la Ética eudemia es el trabajo más maduro y, por lo tanto, posterior.
Tradicionalmente se creía que la Ética nicomaquea y la Ética eudemia fueron editadas o dedicadas al hijo y alumno de Aristóteles, Nicómaco, y su discípulo Eudemo, respectivamente, aunque las obras en sí no explican la fuente de sus nombres. Por otro lado, el padre de Aristóteles también se llamaba Nicómaco. El hijo de Aristóteles fue el próximo líder de la escuela de Aristóteles, el Liceo, y en la antigüedad ya estaba asociado con este trabajo. 
Un cuarto tratado, la Política de Aristóteles, se considera a menudo como el siguiente tratado después la ética, en parte porque Aristóteles cierra la Ética nicomaquea diciendo que su investigación ética ha sentado las bases para una investigación sobre cuestiones políticas (1181b6-23). La ética de Aristóteles también afirma que el bien del individuo está subordinado al bien de la ciudad-estado o polis.
Algunos fragmentos de la Retórica se ocupan de la ética. También han sobrevivido algunos fragmentos del Protréptico de Aristóteles, otra obra que trataba de la ética.

## Ética práctica
Aristóteles creía que el conocimiento ético no es solo un conocimiento teórico, sino que una persona debe tener "experiencia de las acciones en la vida" y haber sido "educada en buenos hábitos" para volverse buena (Ética nicomáquea 1095a3 y b5). Para que una persona se vuelva virtuosa, no puede simplemente estudiar qué es la virtud, sino que debe hacer cosas virtuosas. El filósofo lo expresa con el proverbio: "Porque una golondrina no hace verano, ni un solo día, y así tampoco hace venturoso y feliz un solo día o un poco tiempo". (Ética nicomáquea 1098a).

No nos consagramos a estas indagaciones para saber lo qué es la virtud, sino para aprender a hacernos virtuosos y buenos; porque de otra manera este estudio sería completamente inútil.
Ética nicomaquea, VIII.2, 1103b 26–30.

La práctica de la ética requiere de buenas leyes y buena educación. "Así, pues, para poseer la ciencia política, hay necesidad de unir la práctica a la teoría". Pero Aristóteles dice que a diferencia de la ciencia médica, los teóricos de la felicidad y los maestros de la virtud como los sofistas no tienen experiencia práctica, mientras que los buenos padres y los legisladores nunca han teorizado y desarrollado un enfoque científico para analizar las mejores leyes. Además, muy pocos legisladores han hecho de la educación el foco de la formulación de leyes, como deberían hacerlo. La educación debe ser más como la medicina, con la práctica y la teoría, y esto requiere un nuevo enfoque para estudiar la política. Dicho estudio debería ayudar a las comunidades donde las leyes no son buenas y los padres deben tratar de crear los hábitos correctos en los propios jóvenes sin la ayuda adecuada de los legisladores. Aristóteles cierra la Ética de Nicómaco anunciando un programa que se supone generalmente que figuran en su obra que se conoce como la Política.
En la política de Aristóteles se sostiene la necesidad natural del Estado y su superioridad sobre el individuo, ya que un hombre que no puede vivir en sociedad o es un bruto o un dios.

## Eudemonismo
Según el filósofo, toda actividad humana tiende hacia algún bien. Así, se da un teleologismo, identificando el fin con el bien. La ética de Aristóteles es una ética de bienes porque él supone que cada vez que el hombre actúa lo hace en búsqueda de un determinado bien. Aristóteles distingue dos fines o motivos de una acción:
- Fin medio o imperfecto: es aquello que se quiere por otra cosa y no por sí mismo.
- Fin final o perfecto: es aquello que se quiere por sí mismo y no por otra cosa.

Aristóteles identificaba la felicidad o eudaimonía como "la más agradable, la más justa y la mejor de todas las cosas", siendo el telos, fin último o bien supremo de los seres humanos, tanto moral como biológicamente (véase eudemonismo). La felicidad consiste en la sabiduría (el desarrollo de las virtudes, en particular la razón) y la maldad es una forma de ignorancia acerca de lo que uno debe hacer. Vivir una buena vida y obrar bien es lo mismo. En el Protréptico Aristóteles afirma que “la felicidad es ciertamente una reflexión y una sabiduría o en cuanto a la virtud o en cuanto a alegrarse sobre todo o ambas cosas a la vez. En efecto, si es una reflexión, está claro que sólo corresponde a los filósofos el vivir con alegría; si es virtud del alma el alegrarse, incluso así o sólo a ellos o sobre todo a ellos de entre todos”.
Aristóteles distingue tres géneros de vida:
- La vida política, que se ocupa de las nobles acciones (las que se desprenden de la virtud).
- La vida filosófica, que se ocupa de la prudencia y de la contemplación de la verdad.
- La vida del placer, que se ocupa del goce y de los placeres corporales.

La actividad contemplativa es la más alta de todas, puesto que la inteligencia es lo más alto de cuanto hay en nosotros, y además, la más continua, porque podemos contemplar con mayor continuidad que cualquier otra acción. La felicidad, se encuentra en la vida filosófica, porque este es el mayor y el mejor de los bienes humanos; es la mejor de las cosas que puede realizar un ser humano.

Siendo este mismo (el intelecto) divino o la parte más divina que hay en nosotros, su actividad de acuerdo con la propia será la felicidad perfecta. Y está actividad es contemplativa, como ya hemos dicho.
Ética nicomaquea, X. 7, 1177a13–18.

Aristóteles creía que la libertad de elección del individuo hacía imposible un análisis preciso y completo de las cuestiones humanas, con lo que las «ciencias prácticas», como la política o la ética, se llamaban ciencias solo por cortesía y analogía. Las limitaciones inherentes a las ciencias prácticas quedan aclaradas en los conceptos aristotélicos de naturaleza humana y autorrealización. La naturaleza humana implica, para todos, una capacidad para formar hábitos, pero los hábitos formados por un individuo en concreto dependen de la cultura y de las opciones personales repetidas de ese individuo. Todos los seres humanos anhelan la «felicidad», es decir, una realización activa y comprometida de sus capacidades innatas, aunque este objetivo puede ser alcanzado por muchos caminos. Sin embargo, Aristóteles señaló que hay un elemento de suerte en la felicidad al evitar la desgracia y es aconsejable poseer bienes corpóreos y externos. Como seres de naturaleza cambiante, la felicidad humana es imperfecta y podemos perderla.
Las teorías éticas eudaemonistas y teleológicas difieren de las teorías deontológicas, las cuales enfatizan el deber o la ley, y también han sido asociadas como teorías consecuencialistas, donde la "acción correcta" es aquella que trae buenas consecuencias. No obstante, ambos enfoques pueden compatibilizarse con las virtudes.

## La virtud
Para Aristóteles, “la prudencia, la virtud y el placer están en el alma”. En su Ética eudemia, Aristóteles define la virtud como la excelencia (areté),el mejor modo de ser de todo lo que tiene una función, interpretada ésta, siguiendo los principios de su Física y Metafísica. El bien concreto que se encuentra dentro de cada ser. Con esto, Aristóteles se aleja del realismo platónico moral como participación de la Idea de Bien. La virtud es la acción más apropiada acorde a la naturaleza de cada ser; el acto más conforme con su esencia. En el hombre, por tanto, la virtud es la excelencia del alma. El fin del alma es hacer vivir y la función de la virtud del alma es una vida buena y por lo tanto, la felicidad y los fines y bienes mejores están en el alma.

### Tipos de virtudes
La Ética nicomáquea es un análisis de la relación del carácter y la inteligencia con la felicidad. Aristóteles distinguía dos tipos de virtud o excelencia humana: virtud ética o moral y virtud dianoética o intelectual. Ambas expresan la excelencia del hombre y su consecución produce la felicidad, ya que esta última es "la actividad del hombre conforme a la virtud".

#### Virtudes éticas
| Ausencia                 | Virtud            | Exceso             |
| ------------------------ | ----------------- | ------------------ |
| Cobardía                 | Valentía          | Temerario          |
| Insensibilidad           | Templanza         | Libertinaje        |
| Frusilería               | Magnificencia     | Vulgaridad         |
| Complejo de inferioridad | Magnanimidad      | Vanidad            |
| Falta de ambición        | Ambición adecuada | Exceso de ambición |
| Falta de ánimo           | Paciencia         | Irascibilidad      |
| Juicio insuficiente      | Veracidad         | Jactancia          |
| Grosería                 | Ingenio           | Bufonada           |
| Mal carácter             | Simpatía          | Adulación          |
| Descaro                  | Pudor             | Timidez            |
| Regodeo malicioso        | Indignación ética | Envidia            |
| Frusilería               | Generosidad       | Derrochador        |

La virtud moral es una expresión del carácter, producto de los hábitos que reflejan opciones repetidas. Las virtudes éticas son adquiridas a través de la costumbre o el hábito y consisten, fundamentalmente, en el dominio de la parte irracional del alma (sensitiva), la perfección de la voluntad y regular las relaciones entre los hombres. Una virtud moral siempre es el término medio (mesotés) entre dos extremos menos deseables, entre el exceso y el defecto. Este equilibrio no es general para todos y hay que hacerlo mediante la prudencia y la recta razón (orzos logos). En la Ética Eudemia, Aristóteles enfatiza la importancia de la educación para la adquisición de las buenas costumbres:

"...el fin es el principio del pensamiento, pero la conclusión del pensamiento es el principio de la acción. Ahora bien, si la razón o la virtud son la causa de toda rectitud, si no es la razón, entonces el fin, aunque no los medios que conducen al fin, será recto gracias a la virtud.
Ética Eudemia, II.11, 1227b 33-35

Las partes de la virtud son la justicia, la valentía, la moderación, la magnificencia, la magnanimidad, la liberalidad, [la calma], la sensatez y la sabiduría.
Retórica (Gredos, Madrid, 1999), I.9, 1366b 1

Algunos ejemplos de virtudes éticas aristotélicas:
- La templanza es el punto medio entre el libertinaje y la insensibilidad. Consiste en la virtud de la moderación frente a los placeres y las penalidades.
- La valentía es el punto intermedio entre la cobardía y la impetuosidad irreflexiva.
- La generosidad constituiría el punto intermedio entre el derroche y la tacañería. La prodigalidad es su exceso y la avaricia su defecto.

Las virtudes éticas más importantes son: la fortaleza, la templanza, la justicia. En consecuencia, la buena habituación se refiere a evitar estados de carácter extremos o patológicos. Por lo tanto, Aristóteles puede decir que la excelencia ética está relacionada con el placer y el dolor. La justicia es la virtud social por excelencia.

#### Virtudes dianoética
Las virtudes dianoéticas o intelectuales se corresponden con la parte racional del hombre, siendo, por ello, propias del intelecto (nous) o del pensamiento (nóesis). Estas no están sujetas a la doctrina del punto intermedio. Su origen no es innato, sino que deben ser aprendidas a través de la educación o la enseñanza y parten de la diánoia, la parte racional del alma. Las virtudes dianoéticas son el entendimiento, la ciencia, la sabiduría, el arte y la prudencia. Aristóteles divide la parte racional en dos: el intelecto y la voluntad. Cuando el intelecto está bien dispuesto para aquello a lo que su naturaleza apunta, es decir para el conocimiento o posesión de la verdad, se dice que dicho intelecto es virtuoso y bueno. Las virtudes intelectuales perfeccionan al hombre en relación con el conocimiento y la verdad y se adquieren mediante la instrucción. La prudencia es cuando se puede reconocer el punto medio en cada situación. Cuando uno hace algo virtuoso, la acción es buena de por sí. La prudencia no es ni ciencia ni praxis, es una virtud y la más importante.
El hombre es la única criatura que se parece a Dios porque puede pensar, por lo que la meta más alta del hombre es razonar.

Pues Dios no gobierna dando órdenes, sino que es el fin con vistas al cual la prudencia da órdenes, puesto que Dios no necesita nada. Así, esta elección y adquisición de bienes naturales -bienes del cuerpo, riquezas, amigos y otros bienes- que más promueve la contemplación de la divinidad, es la mejor, y esta norma es la más bella; pero aquella que por defecto o por exceso impide vivir y contemplar la divinidad es mala.
Ética eudemia, VIII.3, 1249b 14–20.

En contraste, en Magna moralia se niega tal analogía al estudiar la amistad y la autarquía.

Pues bien, la semejanza que solemos tomar en nuestros razonamientos a partir de dios no será allí correcta, ni aquí útil; pues si dios es autárquico y no necesita de nada, no por esto tampoco nosotros necesitaremos de nada. Pues hay incluso un razonamiento de esta clase dicho sobre dios. Pues afirma, puesto que dios posee todos los bienes y es autárquico, ¿qué cosa hará? Pues no dormirá. Así pues, contemplará algo --afirma--; pues esto es lo más bello y lo más propio. Por tanto, ¿qué contemplará? Si ha de contemplar, en efecto, alguna otra cosa, contemplará algo mejor que él mismo. Sin embargo, esto es absurdo, el que exista alguna otra cosa mejor que dios. Por consiguiente, él se contemplará a sí mismo. Sin embargo, es absurdo; pues incluso al hombre que se observe a sí mismo censuramos como a un insensible. Por tanto, es absurdo, afirma; dios se contemplará él a sí mismo. Pues bien, qué cosa contemplará dios dejémoslo; no hacemos una examinación sobre la autarquía de dios, sino sobre la humana, si el autárquico tendrá o no necesidad de amistad.
Magna moralia, II.15

A través de las virtudes, el hombre domina su parte irracional. Aristóteles dice que la felicidad es una actividad del alma teórica, pero no es ajena a las demás partes del alma. Si bien, se debe aclarar que no hay una lista concreta ni cerrada, ya que en diversas partes de su obra se refiere a diferentes clases de virtudes.

## El hombre magnánimo

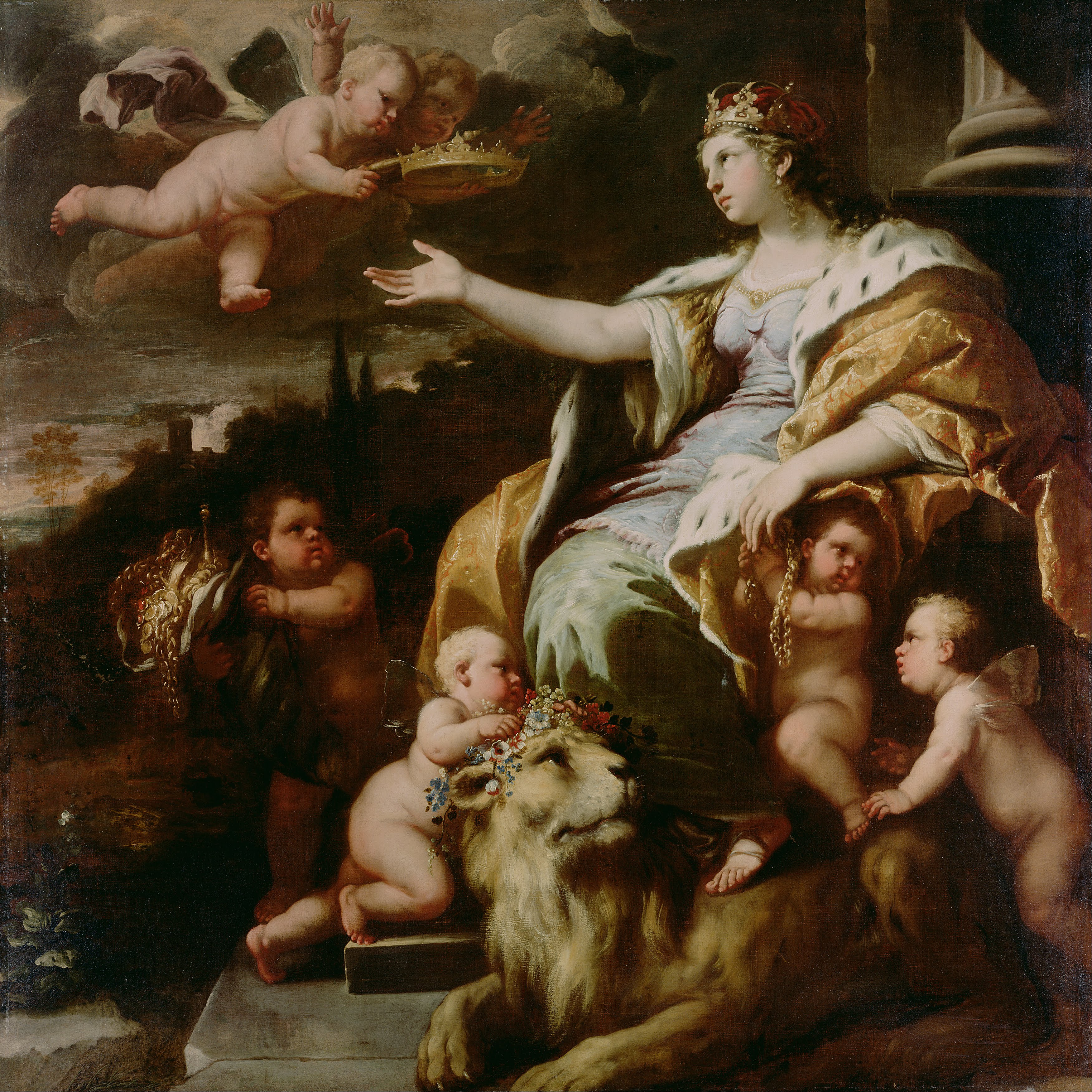
Alegoría de la magnanimidad de Luca Giordano.

La ética aristotélica es una ética elitista: para él, la plena excelencia solo puede ser alcanzada por el varón adulto y maduro perteneciente a la clase alta y no por las mujeres, los niños, los «bárbaros» (literalmente, 'balbuceantes': significando los no-griegos) o «mecánicos» asalariados (trabajadores manuales, a los cuales negaba el derecho al voto). En relaciones desiguales, es justo pues que todos deberían ser amados en proporción con su valer, que el inferior ame al superior: las esposas, los hijos, los súbditos, deben amar más a los esposos, a los padres y a los monarcas.
El mejor individuo, según Aristóteles, debe tener amor propio y no menospreciar sus propios méritos. El debe ser bueno con grandeza en cada virtud, siendo honorado por los demás, mostrándose moderadamente satisfecho, pues no hay mayor puede ofrecérsele. Es señal de hombre magnánimo no pedir nada, pero prestar ayuda pronta y ser digno con la gente que goza de alta posición, pero modesto con los clases medias. No obstante, no hablará de sí mismo ni de otros, ya que no se preocupa de ser alabado ni censurado.

Tal es, pues, el magnánimo. El que peca por defecto en esta materia, tiene un alma sin grandeza, un alma pequeña; y el que, por lo contrario, peca por exceso es un vanidoso.
Ética nicomaquea, IV.3, 1125 a

Aristóteles consideró la ética como parte de la política y considera la monarquía como la mejor forma de gobierno, la aristocracia lo inmediatamente mejor, pues los monarcas y los aristócratas pueden ser magnánimos. También, otra característica de los gobernantes es la virtudes de la prudencia.

Por ello creemos que Pericles y los hombres así son prudentes, porque son capaces de considerar lo que es bueno para sí mismos y para la gente; creemos que son de esta clase los administradores y los políticos.
Ética nicomaquea, VI.4, 1140b

El concepto del hombre magnánimo aristotélico tiene cierta similitud con el superhombre de Nietzsche al considerar el cristianismo como una moral de esclavos.

## Responsabilidad moral
Aristóteles consideró los aspectos de la naturaleza humana involucrados en la responsabilidad moral. La acción responsable debe llevarse a cabo voluntariamente, es decir, cuando se "con conocimiento y sin estar forzado". Las acciones son involuntarias cuando son producidas por una fuerza mayor (como cuando nos arrastra el viento) o por ignorancia (como cuando pisamos a alguien sin querer). En la Magna moralia, Aristóteles pone como ejemplo el homicidio negligente:

No pudiendo consistir el acto voluntario en un impulso ciego, es preciso que proceda siempre del pensamiento; porque si el acto involuntario es el que se verifica por necesidad y por fuerza, es justo que añadamos, como tercera condición, que tiene también lugar cuando no han mediado la reflexión y el pensamiento. Los hechos demuestran esta verdad. Cuando un hombre hiere, y, si se quiere, mata a otro, o comete un acto semejante sin ninguna premeditación, se dice que lo ha hecho contra su voluntad, y esto prueba que se coloca siempre la voluntad en un pensamiento previo. Así es cómo se cuenta de una mujer que, habiendo dado a beber a su amante un filtro y habiéndose muerto éste de sus resultas, fue ella absuelta por el Areópago ante el cual se la obligó a comparecer; y si el tribunal la absolvió fue por el motivo sencillo de que no había obrado con premeditación. Esta mujer dio el brebaje por cariño, sólo que se equivocó completamente. El acto no pareció voluntario, porque no dio el filtro con intención de matar a su amante. Aquí se ve que lo voluntario se da en lo que se hace con intención.
Magna moralia, I.15

Sin embargo, existe otra distinción las acciones mixtas que mezclan la voluntariedad y la involuntariedad. Por ejemplo:

Tal acontece también cuando se arroja la carga por la borda en las tempestades, porque en general nadie la arroja voluntariamente, mas para la salvación propia y de los demás lo hacen todos los hombres sensatos. Pues bien, acciones de esta índole son mixtas, aunque más parecidas a las voluntarias, pues se eligen en el momento en que se realizan. [...] Conque tales acciones son voluntarias, aunque en sentido absoluto quizás sean involuntarias, pues nadie elegiría ninguna de ellas por sí misma.
Ética nicomaquea, III.1, 1110a

Aristóteles fue uno de los primeros en argumentar a favor del indeterminismo y compatibilismo. Argumentó que el determinismo fatalista es falso, porque es obvio que la deliberación no es inútil acerca de eventos futuros, ya que hay muchas cosas que no son necesarias antes de que sucedan pero que pueden o no ocurrir.
Muchas decisiones son bastante predecibles en función del hábito y el carácter, pero no eran menos libres si el propio carácter y los hábitos predecibles se desarrollaban libremente en el pasado y eran cambiables en el futuro. En su Metafísica defiende las causas no causadas y en la Ética nicomaquea muestra que nuestras acciones pueden ser voluntarias y "depende de nosotros" para que podamos ser moralmente responsables. Somos capaces de comprender nuestra vida que escogemos y también por nuestras acciones, siendo capaces de prever sus consecuencias, siendo responsables. Aquí aparece el bien en sentido ético, el que es elegido por la participación del deseo y la inteligencia conjuntamente, pues la inteligencia por sí misma sin un fin deseado, no se mueve. Esta doctrina es descrita por el filósofo como “algo común al pensamiento y al deseo”, “inteligencia deseosa o deseo inteligente”. En la Retórica dice:

El deseo voluntario es un apetito racional de bien (pues nadie quiere algo sino cuando cree que es bueno); en cambio, la ira o el deseo pasional son impulsos irracionales.
Retórica (Gredos, Madrid, 1999), I.10, 1369a 5

Acto seguido, Aristóteles clasifica siete tipos de causas que generan cualquier acción:
- Por azar: como una causa indeterminada, que ocurre cuando dos cadenas causales se unen por accidente que no se producen con un fin particular ni de modo regular;[49]
- por naturaleza: una fuerza interna que se originan en el interior de un cuerpo que se produce la mayoría de las veces de la misma manera;
- por fuerza: una causa externa involuntaria que va en contra de nuestro deseos;
- por hábito: una acción irreflexiva que se ha realizado con frecuencia previamente;
- por cálculo racional: una acción razonada hacia fines definidos y convenientes;
- por apetito irascible o ira: una pasión negativa con fines convenientes basados en el anhelo de placer y relacionada con la venganza;
- por deseo pasional: una pasión placentera y agradable, la cual suele proceder de hábitos.

## Justicia
Aristóteles dedica el Libro V de la Ética a Nicómaco a la justicia (también es el Libro IV de la Ética Eudemia). A diferencia de Platón, para Aristóteles la noción de justicia se utiliza con diversos significados. Un aspecto de la justicia es como virtud, donde "solo la justicia es el bien de los demás, porque hace lo que es en beneficio de otro, ya sea un gobernante o un asociado [...] La justicia en este sentido, entonces, no es parte de la virtud, sino la totalidad de la virtud; y su opuesto. la injusticia. no es parte del vicio sino todo el vicio". Esta virtud " engloba todas las demás virtudes éticas, y consiste en la observancia de la ley (justicia legal) y virtud parcial".
En esta discusión, Aristóteles define la justicia como la que tiene dos sentidos diferentes pero relacionados: la justicia universal o general y la justicia particular. La justicia general es la virtud expresada en relación con otras personas, bien común. Así, el hombre justo en este sentido trata de manera adecuada y justa a los demás, y expresa su virtud en su trato con ellos, sin mentir, engañar o quitar a otros lo que se les debe. La justicia particular es un subconjunto de la justicia universal y se enfoca a las relaciones de intercambio entre individuos dentro de la comunidad. Distingue, a su vez, dos tipos de justicia particular:
- La justicia distributiva (nemêtikon dikaion), que consiste en distribuir las ventajas y desventajas que corresponden a cada miembro de una sociedad según su mérito.[52]
- La justicia conmutativa, denominada así desde los escolásticos, o «correctiva» (diorthôtikon o, también, epanorthôtikon),[53] en la que se restaura la igualdad perdida, dañada o violada, a través de una retribución o reparación regulada por un contrato.[54]

En su discusión sobre la justicia particular, Aristóteles dice que se necesita un juez educado para aplicar decisiones justas con respecto a cualquier caso en particular. No obstante, Aristóteles cree que la justicia implica no igualdad, sino recta proporción. Aristóteles aplica esta distinción a la economía. También distinguió la justicia natural, que nadie puede transgredir, y la justicia legal, que depende de leyes aprobadas y es variable.
En la Retórica, Aristóteles señala en su análisis del genus iudiciale (género judicial o forense) que la injusticia se comete cuando alguien "elige de antemano hacer daño y obrar contra la ley" debido a "la maldad y la falta de dominio". Se puede cometer una injusticia ya sea a un sujeto particular (como cometer adulterio) o a toda una comunidad (incumplir el servicio militar). Diferenció el castigo de la venganza, pues este último "se la toma con el fin de satisfacerse".

## Amistad

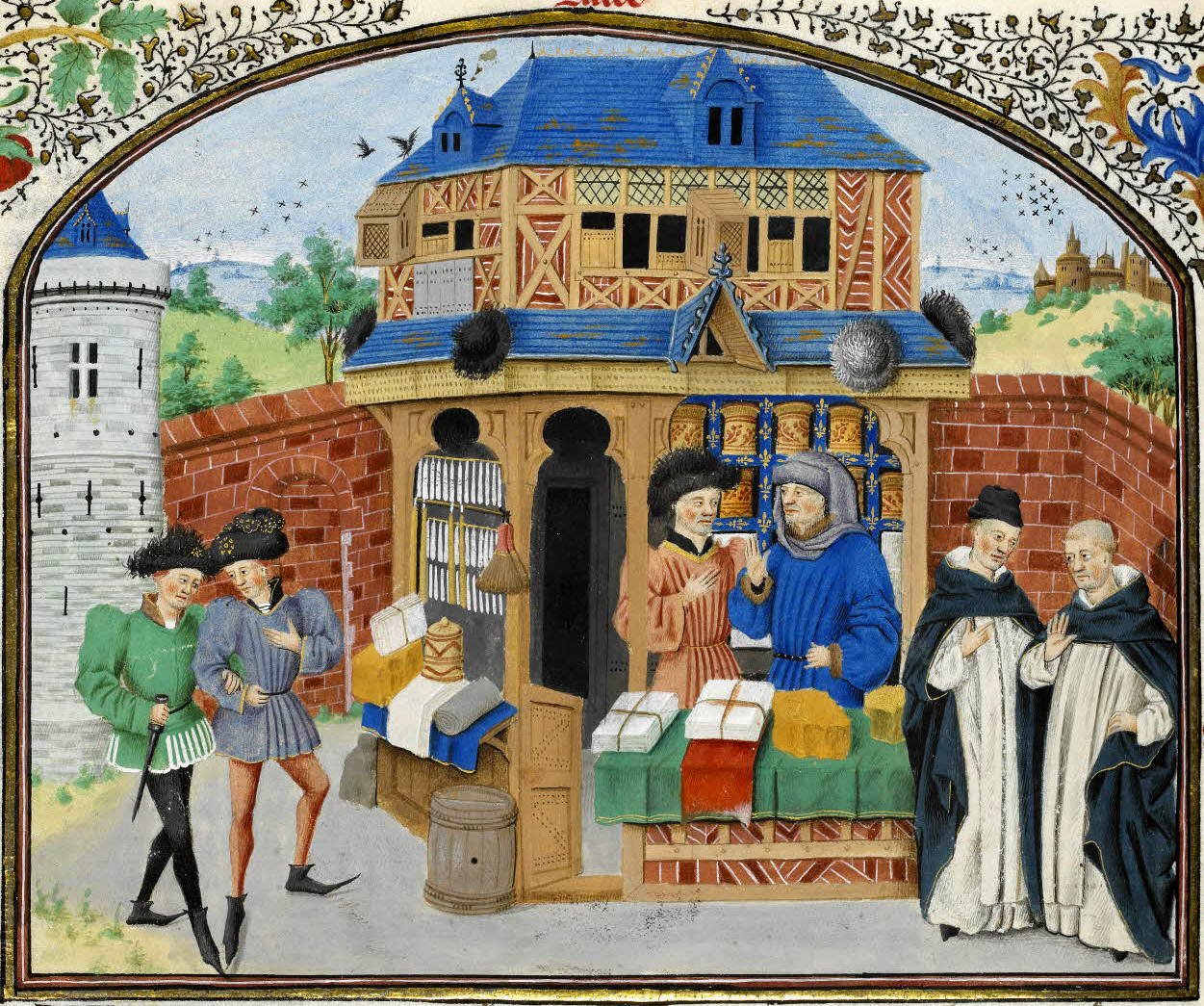
Miniatura del sobre los tres tipos de amistad" de Aristóteles.

Para Aristóteles, la amistad es una virtud o algo acompañado de virtud. El concepto de amistad en los autores clásicos requiere una clarificación del término designado a la amistad, philia, que no es un equivalente al que actualmente se entiende por relaciones de amistad. Por philia, Aristóteles entiende, en función del contexto y las circunstancias en su Ética nicomáquea:
“Jóvenes amantes (1156b2), amigos de toda la vida (1156b12), ciudades entre sí (1157a26), contactos políticos o de negocios (1158a28), padres e hijos (1158b20), compañeros de viaje y compañeros de combate (1159b28), miembros del misma sociedad religiosa (1160a19), o de la misma tribu (1161b14), un zapatero y la persona que le compra (1163b35)”
Todas estas relaciones diferentes implican llevarse bien con alguien, aunque Aristóteles a veces implica que se requiere algo más parecido al gusto real. Cuando habla sobre el carácter o la disposición que cae entre obsequios o halagos por un lado, y seguridad o peleas por el otro, dice que este estado:

"Ningún nombre se ha dado a este modo de ser, pero se parece, sobre todo, a la amistad (philia). En efecto, si añadimos el cariño al hombre que tiene este modo de ser intermedio, tendremos lo que llamamos un buen amigo".
Ética nicomáquea, 1126b 21

Este pasaje también indica que, aunque sea amplio, la noción de philia debe ser mutua y, por lo tanto, excluye las relaciones con objetos inanimados (1155b27–31). En su Retórica , Aristóteles define la actividad involucrada en la philia (τὸ φιλεῖν) como:

"querer por alguien lo que uno piensa que es bueno, por su bien y no por el propio, y estar inclinado, en la medida de lo posible, a hacer tales cosas por él"
Retórica, 1380b36–1381a2

En cuanto a los esclavos, no obstante, hay una leve modificación con la cuestión de si es posible ser amigo de un esclavo:

"No hay nada de común entre ambas partes; el esclavo es un instrumento vivo; […] como esclavo no se puede ser, pues, amigo suyo. Pero como hombre se puede; porque parece ser de cierta justicia entre un hombre y otro el que ambos participen de un sistema de ley o sean parte de un contrato; por consiguiente, puede también existir amistad con él en cuanto es hombre».
Ética nicomáquea, 1161b

En el libro IV de la Ética nicomáquea convierte en una virtud social («amabilidad») entre el exceso de la adulación y el defecto de ser pendenciero y descontentadizo. Después de inclusir la philia entre las virtudes éticas, retoma la cuestión y le dedica dos libros enteros: el VIII y el IX. La amistad es uno de los bienes más valiosos entre los objetivos del hombre virtuoso, un bien sin el cual será imposible alcanzar la felicidad de una vida plena.

“…la amistad: es, en efecto, una virtud, o va acompañada de virtud, y, además, es lo más necesario para la vida. Sin amigos nadie querría vivir, aun cuando poseyera todos los demás bienes; hasta los ricos y los que tienen cargos y poder parecen tener necesidad sobre todo de amigos; porque ¿de qué sirve esa clase de prosperidad si se la priva de la facultad de hacerlo bien, que se ejerce preferentemente y del modo más laudable respecto de los amigos?”
Ética nicomáquea, 1155a 1–10

Aristóteles hace una clasificación propia de amistades:
1. La amistad de utilidad, basada en la obtención de algo que nos resulta beneficioso por parte del amigo.
2. La amistad basada en el placer, basada en la obtención de placer mutuo y que Aristóteles atribuye especialmente a la gente joven.
3. La amistad virtuosa, que es en la amistad perfecta, porque reúne a aquellos iguales que son buenos y que destacan en virtud. Se comparte una apreciación de lo bueno y virtuoso de la vida y no se tiene una razón de sacar provecho.

En la Magna moralia, Aristóteles piensa que se equivocan los que creen que se puede tener amistad con objetos inanimados o con dioses porque el sentimiento de amistad debe ser recíproco. En la Ética eudemia, afirma que "ser amigo de muchas personas a la vez se impide incluso por el factor del afecto, porque no es posible que el afecto sea activo en relación con muchos a la vez" y "la desgracia muestra a quienes no son realmente amigos", de ahí el dicho que "la naturaleza (amistad) es permanente, pero la riqueza no". Pese a todo, Diógenes Laercio atribuye a Aristóteles la cita durante el final de su vida "¡Oh! Amigos míos, no hay ningún amigo". El filósofo Jacques Derrida hizo un comentario acerca de esta frase en su libro "Políticas de la amistad".

## Influencia en pensadores posteriores
Los escritos de Aristóteles se enseñaron en la Academia de Atenas hasta el año 529 cuando el emperador bizantino Justiniano I clausuró escuelas de filosofía no cristianas.
Sin embargo, el trabajo de Aristóteles continuó siendo enseñado como parte de la educación secular. Las enseñanzas de Aristóteles se extendieron por el Mediterráneo y el Medio Oriente, donde algunos de los primeros regímenes islámicos permitieron descripciones filosóficas racionales del mundo natural. Alfarabi tuvo una gran influencia en toda la filosofía medieval y escribió muchas obras que incluyeron intentos de conciliar los escritos éticos y políticos de Platón y Aristóteles. Más tarde , Avicena, y más tarde todavía Averroes, fueron filósofos islámicos que comentaron sobre Aristóteles y escribieron su propia filosofía en árabe. Averroes, un musulmán europeo, fue particularmente influyente a su vez sobre los filósofos, teólogos y pensadores políticos europeos.
En el siglo XII, se hicieron traducciones latinas de las obras de Aristóteles, lo que permitió al sacerdote dominico Alberto Magno y a su alumno Tomás de Aquino sintetizar la filosofía de Aristóteles con la teología cristiana. Más tarde, el escolasticismo de la iglesia medieval en Europa occidental insistió en las opiniones tomistas y suprimió la metafísica no aristotélica. Los escritos de Aquino están llenos de referencias a Aristóteles, y él escribió un comentario sobre la Ética nicomaquea. Aquino también se apartó de Aristóteles en ciertos aspectos. En particular, su Summa Theologica argumentó que Eudaimonia se consideraba un objetivo temporal para esta vida, pero la felicidad perfecta como objetivo final solo podía ser alcanzada en la próxima vida por los virtuosos. Aquino también añadió nuevas virtudes teologales al sistema de Aristóteles: fe, esperanza y caridad. Y la asistencia sobrenatural podría ayudar a las personas a alcanzar la virtud. Sin embargo, gran parte del pensamiento ético de Aristóteles permaneció intacto en Aquino.
En los tiempos modernos, los escritos de Aristóteles sobre ética permanecen entre los más influyentes en su amplio corpus, mientras que sus escritos científicos tienden a ser vistos como de interés más estrictamente histórico. La ciencia moderna desarrolla teorías sobre el mundo físico basadas en experimentos y observación cuidadosa, en particular, sobre la base de mediciones exactas de tiempo y distancia. Aristóteles, por otro lado, basa su ciencia en gran medida en la observación cualitativa y no experimental. En consecuencia, hizo algunas afirmaciones inexactas que se han revocado, como la afirmación de que los objetos de diferente masa se aceleran a diferentes velocidades debido a la gravedad.
Por otro lado, la Ética nicomaquea sigue siendo relevante para los filósofos de hoy. De hecho, la ética de la virtud se inspira en el enfoque de Aristóteles sobre la ética, en particular, compartiendo su énfasis en la excelencia del carácter y la psicología ética. Algunos filósofos, en particular Bernard Williams und Richard Clyde Taylor, consideran que la ética de Aristóteles es superior a las tradiciones utilitarias y kantianas, que se han convertido en los enfoques dominantes de la ética filosófica.
La ética de Aristóteles, aunque siempre influyente, ganó un renovado interés con el advenimiento moderno del pensamiento de filósofos como Alasdair MacIntyre y Peter Geach; y filósofas como Elizabeth Anscombe, Philippa Foot, Rosalind Hursthouse, Martha Nussbaum y Judith Jarvis Thomson, cuyos trabajo están inspirados en Aristóteles. Este redescubrimiento del pensamiento de Aristóteles formó la corriente del “naturalismo neo-aristotélico”, la cual sostiene que el concepto moral primario es la virtud, propiedad de las personas buenas; que la bondad tiene algo que ver con el florecimiento humano y que el bien es una propiedad natural. Un problema de la ética aristotélica es su concepción teleológica esencialista de la naturaleza, la cual no cuadra con la ciencia moderna y biología evolutiva posdarwiniana.